# Dirección espiritual de los musulmanes de Crimea
La Dirección espiritual de los musulmanes de Crimea (SDMC) (En idioma tártaro de Crimea: Qirım Musulmanları Diniy İdaresi, QMDİ; ruso: Духовное Управление Мусульман Крыма, ДУМК) está considerada la mayor organización musulmana de Ucrania. 
Establecida en 1991, actualmente representa al 70% de los musulmanes de Ucrania y se considera en sentido amplio el centro espiritual de los Tártaros de Crimea. 
La organización publica un periódico llamado Hidayet (Хидает), en tártaro de Crimea. El muftí de Crimea es el líder de la organización (actualmente "Emiralí Abláyev").
La organización, según el Comité de Asuntos Religiosos de la República Autónoma de Crimea, consta de 324 organizaciones religiosas con una administración central, 318 comunidades religiosas, 6 escuelas religiosas (madrasas) y un periódico. Según la propia Dirección Espiritual, hay otras 600 comunidades sin estatutos registrados.